# Borgo Pace
Borgo Pace é uma comuna italiana da região dos Marche, Província de Pesaro e Urbino, com cerca de 660 habitantes. Estende-se por uma área de 55 km², tendo uma densidade populacional de 12 hab/km². Faz fronteira com Badia Tedalda (AR), Carpegna, Mercatello sul Metauro, San Giustino (PG), Sansepolcro (AR), Sestino (AR).

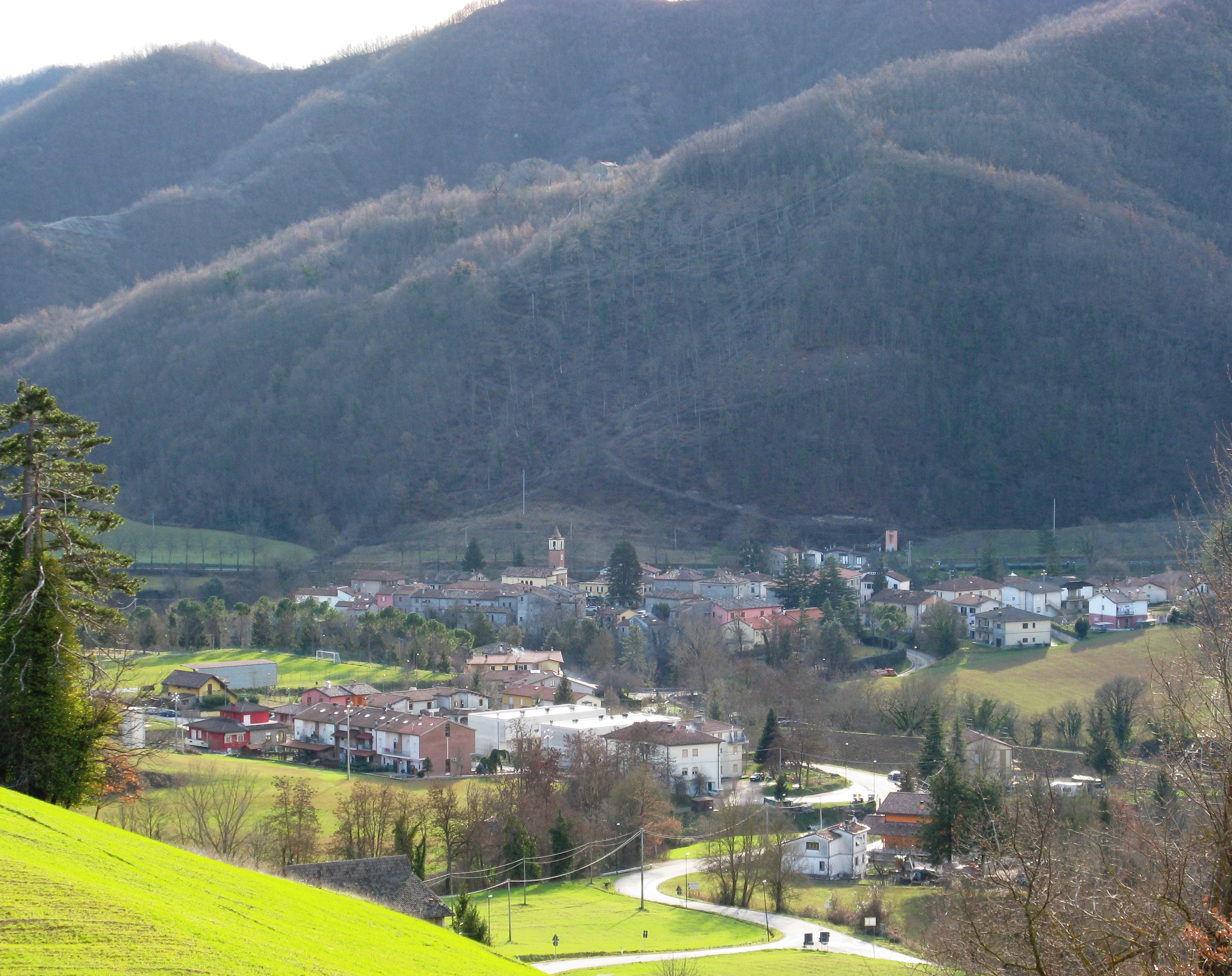
Borgo Pace